# Richard Gibson (acteur)
Richard Gibson (Kampala, 1 januari 1954) is een Brits acteur. Hij is vooral bekend geworden in de rol van de Gestapo-officier Herr Otto Flick in de Britse comedyserie 'Allo 'Allo!.
Gibson werd geboren in Oeganda waar zijn ouders woonden en werkten. Al op jonge leeftijd verhuisde het gezin weer naar Engeland waar hij verder opgroeide.
In 1970 was hij te zien in zijn eerste grote film, The Go-Between, een romantische drama waarin hij de rol van Marcus speelde. Daarna volgde een rol in een miniserie op de televisie en in 1973 speelde hij een jonge versie van het personage Anthony Farrant in de film England Made Me. Daarna volgde een aantal televisieseries, waarvan The Children of the New Forest, de bekendste is, voordat hij de rol van Herr Otto Flick op zich neemt in 1982 in de pilot van de serie 'Allo 'Allo!. Daarna volgden vanaf 1984 acht succesvolle seizoenen. In 1992 was hij voor het laatst te zien als Herr Otto Flick, het personage werd het seizoen erop door David Janson gespeeld.
Naast die rol speelde hij nog weinig andere rollen. Ook na het stoppen met 'Allo 'Allo! verscheen Gibson nog maar weinig in andere rollen op het scherm.
Hij speelde naast film en televisie ook diverse rollen in het theater. Nadat de televisieserie 'Allo 'Allo! stopte en het theater introk, speelde hij opnieuw de rol van Herr Otto Flick. 